# Gia tộc Bush
Đến từ thành phố Colombus, tiểu bang Ohio, Gia tộc Bush trong thế kỷ 20 đã trở thành một gia tộc thành đạt trên chính trường Hoa Kỳ. Vào tháng 1 năm 2005, tạp chí The Economist miêu tả gia tộc này như là một trong những "vương triều" thành công nhất trong lịch sử nước Mỹ.

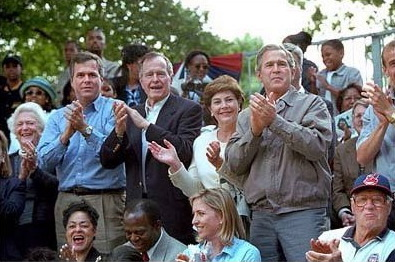
Barbara Bush, Jeb Bush, George H. W. Bush, Laura Bush và George W. Bush trên sân cỏ Nhà Trắng ngày 3 tháng 6 năm 2001

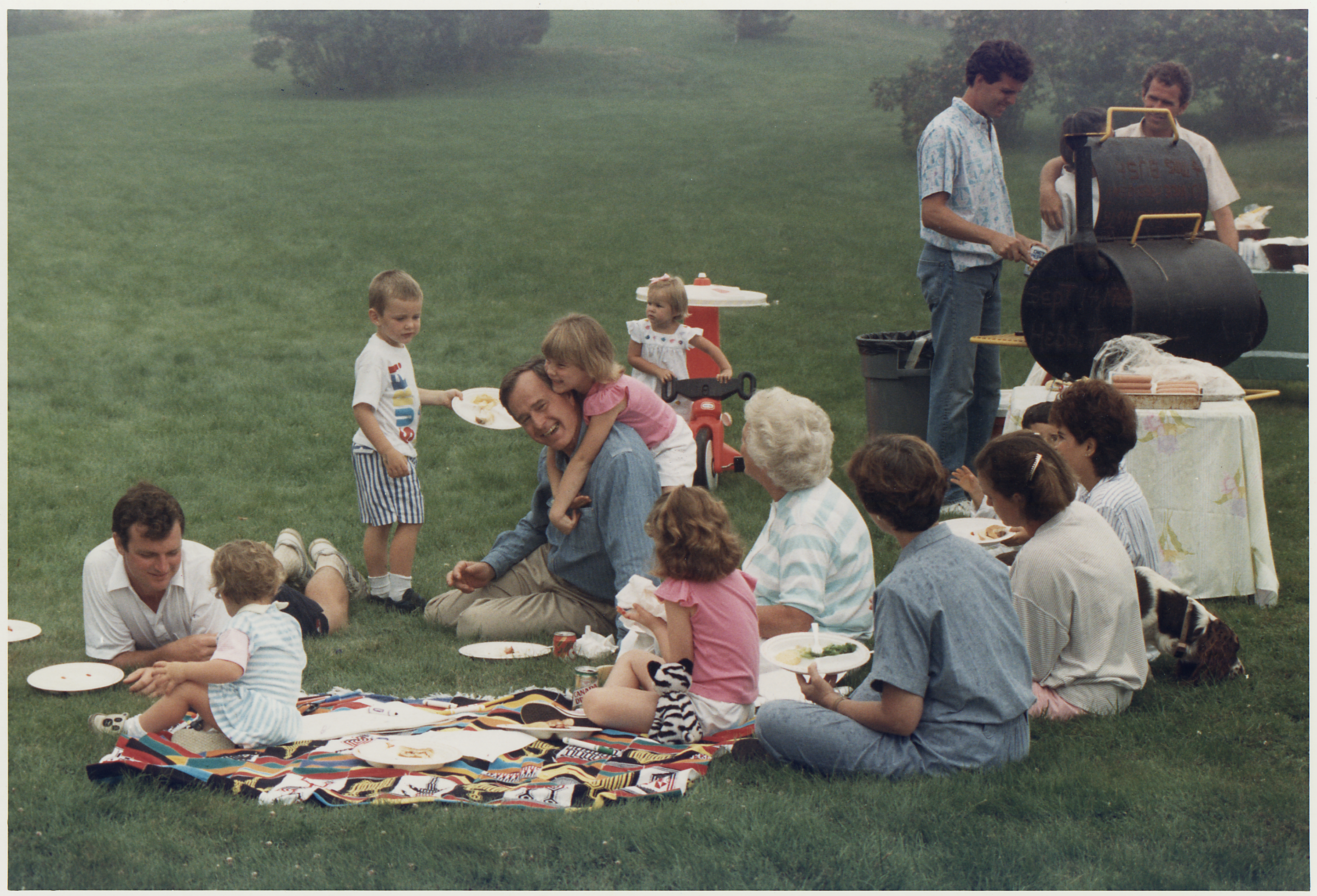
Gia đình Bush trong một buổi dã ngoại ngày 6 tháng 8 năm 1988

## Gia phả
Sau đây là gia phả được cho là chính xác của gia tộc Bush:
- George Bush (1796-1859) một học giả chuyên ngành Kinh Thánh và là một người họ hàng xa.
- James Smith Bush (1825–1889) cha của Samuel P. Bush
- Samuel P. Bush (1863-1948), cố vấn thân cận của Tổng thống Herbert Hoover, chủ tịch Hiệp hội các nhà chế tạo toàn quốc và một nhà công nghiệp quan trọng của thành phố Columbus.
  - Prescott Bush (1895-1972), con trai của Samuel P. Bush, thượng nghị sĩ Hoa Kỳ đại diện cho tiểu bang Connecticut.
    - Prescott Bush, Jr. (1922-2010), con trai đầu lòng của Prescott Bush, từng là Giám đốc Văn phòng thương mại Hoa Kỳ-Trung Hoa. Ông là anh trai của George H. W. Bush.
    - George H. W. Bush (1924-2018), con trai thứ hai của Prescott Bush, tổng thống thứ 41 của Hoa Kỳ, Phó Tổng thống thứ 43 của Hoa Kỳ, thượng nghị sĩ Hoa Kỳ đại diện cho tiểu bang Texas, đại sứ Hoa Kỳ tại Liên Hợp Quốc và là giám đốc Cơ quan Tình báo Trung ương Hoa Kỳ (CIA).
      - George W. Bush (sinh năm 1946), con trai đầu lòng của George H. W. Bush, tổng thống thứ 43 của Hoa Kỳ và là thống đốc thứ 46 của tiểu bang Texas.
        - Barbara Pierce Bush và Jenna Bush Hager (sinh năm 1981), hai con gái của George W. Bush.

      - Pauline Robinson Bush (1949-1953), con thứ hai và là con gái trưởng của George H.W. Bush, đã chết vì bệnh bạch cầu.
      - Jeb Bush (sinh năm 1953), con trai thứ hai của George H.W. Bush, thống đốc thứ 43 của tiểu bang Florida.
        - George P. Bush (sinh năm 1976), con trai của Jeb Bush và là cháu ruột của George W. Bush, theo học tại Đại học Rice. Được xem là một ứng cử viên triển vọng cho chức vụ Tổng thống Hoa Kỳ, mặc dù theo quy định của Hiến pháp Hoa Kỳ, đến năm 2012 cậu ấy mới đủ tuổi để ra tranh cử.
        - Jeb Bush, Jr.
        - Noelle Bush

      - Neil Bush (sinh năm 1955), con trai thứ ba của George H. W. Bush, em trai của George W. Bush.
        - Lauren Bush Lauren (sinh năm 1984), người mẫu cho thương hiệu thời trang Tommy Hilfiger.
        - Pierce Bush
        - Ashley Bush

      - Marvin Bush (sinh năm 1956), một doanh nhân và là nhà đầu tư, con trai thứ tư của George H. W. Bush, em trai của George W. Bush.
        - Marshall Bush, con gái của Marvin.
        - Walker Bush, con trai của Marvin.

      - Dorothy Bush (sinh năm 1959), con gái thứ hai của George H. W. Bush, em gái thứ hai của George W. Bush. Bà là con gái còn sống duy nhất của Tổng thống George H. W. Bush.

    - Nancy Bush Ellis (sinh năm 1926), con thứ ba và là con gái duy nhất của Prescott Bush, em gái của George H. W. Bush.
      - John Prescott Ellis (sinh năm 1948), con trai của Nancy Bush Ellis, em họ của George W. Bush, nhà tư vấn truyền thông, nhà tư vấn cho Voter News Service làm việc với kênh truyền hình FOX News suốt trong kỳ bầu cử tổng thống năm 2000, đài này đã từng tiết lộ rằng George W. Bush đắc cử tổng thống "quá sớm".

    - Jonathan Bush (sinh năm 1931), con trai thứ tư của Prescott Bush, em trai của George H. W. Bush.
      - Billy Bush (sinh năm 1971), con trai của Jonathan Bush, người hướng dẫn chương trình truyền hình Access Hollywood, em họ của Tổng thống George W. Bush.

    - William H. T. Bush (sinh năm 1938), con trai thứ năm và là con út của Prescott Bush, em trai của George H. W. Bush.

## Tổ phụ

### Obadiah Newcomb Bush
Obadiah Newcomb Bush (1797-1851) là cha của James Smith Bush (1825-1869), ông nội của Samuel Prescott Bush và Tổng thống George W. Bush.
Theo tác phẩm Đức tin của George W. Bush:
".....(Obadiah Newcomb Bush) rời bỏ gia đình suốt trong cuộc chiến năm 1812, trở thành hiệu trưởng một trường học, bị mê hoặc bởi cơn sốt vàng nên tìm đến California trong đợt đổ xô tìm vàng năm 1849. Hai năm sau, ông cố trở về quê hương, tìm lại gia đình và đưa họ về miền tây. Nhưng ông chết giữa đường, được an táng trong lòng đại dương, để lại vợ và bảy người con bơ vơ tại Rochester, tiểu bang New York".

### Timothy Bush Jr.
Timothy Bush Jr. (1761-1850) là cha của Obadiah Newcomb Bush. Timothy kết hôn với Lydia Newcomb, con gái của Daniel và Elizabeth May vào ngày 26 tháng 7 năm 1791 tại Penfield, New York (Lydia Newcomb sinh ngày 28 tháng 4 năm 1763 và chết ngày 14 tháng 9 năm 1835).

### Timothy Bush
Timothy Bush (1735-1815 tại Springport, New York) là cha của Timothy Bush Jr. Timothy kết hôn với Deborah House, con gái của John House và Deborah Guild vào ngày 12 tháng 4 năm 1759 tại Hebron, tiểu bang Connecticut. (Deborah House sinh ngày 6 tháng 4 năm 1742 tại Lebanon, Connecticut và chết khoảng năm 1819 tại Springport, New York).

### Richard Bush
Richard Bush (1696/1697-1732) là cha của Timothy Bush. Được cho là nhân vật lâu đời nhất còn biết đến trong gia tộc Bush tại Bắc Mỹ. Richard qua đời năm 1732 tại Bristol, Rhode Island. Ông kết hôn với Mary Fairbanks, con gái của Jeremiah Fairbanks và Mary Penfield. Mary Fairbanks sinh ngày 22 tháng 8 năm 1699 và qua đời ngày 7 tháng 5 năm 1743 tại Bristol, Rhode Island.

## Mối quan hệ với các gia tộc danh tiếng khác

### Anne Hutchinson
Nhà hoạt động tôn giáo độc lập tại tiểu bang Massachusetts Anne Hutchinson là một trong các tổ phụ của gia tộc Bush.

### Gia tộc Pierce
Franklin Pierce (1804-1869), Tổng thống thứ 14 Hiệp chúng quốc Hoa Kỳ, có quan hệ họ hàng với Barbara Bush (nhũ danh Pierce), vợ của George H. W. Bush (tổng thống thứ 41) và mẹ của George W. Bush (tổng thống thứ 43).

### Gia tộc Kerry
Edmund Reade (1563-1623) kết hôn với Elizabeth Cooke (sinh trước 1578-chết khoảng 1637). Họ có hai con gái: Margaret (1598-1672) và Elizabeth (1615-1672). Margaret là tổ phụ trực hệ của Goerge W. Bush trong khi Elizabeth là tổ phụ trực hệ của John Kerry, đối thủ của Bush trong cuộc bầu cử tổng thống năm 2004. Như vậy, Bush và Kerry là anh em họ đời thứ tám.